# Metal Gear Solid 4
Metal Gear Solid 4: Guns of the Patriots (comunament abreujat com MGS4) és un videojoc basat en el sigil, dirigit per Hideo Kojima i Shuyo Murata. Va Ser anunciat al març del 2005 per Konami. Ha estat desenvolupat per Kojima Productions, exclusivament per a Playstation 3. El joc usa el lema de: "No Place To Hide!" ("No hi ha lloc on amagar-se") amb el tema de "Sense" ("Sentits").

## Camp de batalla
La sèrie MGS sempre s'ha basat en el concepte d'espiar a través de territori enemic. Ja fos amb infiltració en una base, amb terroristes en una fortalesa o en la selva, sempre es tractava d'enemics. Però el món de MGS4 no és tan simple. Les dificultats que Snake enfrontarà en la seva missió no seran "Escenes" com la jungla o fortaleses, més aviat "situacions". El camp de batalla aquesta definit indeterminablement per conflictes entre els PCMs i la milícia.
Snake necessitarà pensar més veloç que mai per a enfrontar-se als constants canvis de terreny. Snake pot unir-se a la batalla, si és així que ho desitja. Començarà la seva aventura infiltrat en el camp disfressat com un més de la milícia. Ajudant a aquests en la batalla, podrà avançar-se als seus enemics de les PCMs i fer més fàcil l'arribada a la seva destinació. En lloc d'estar condicionat pel seu al voltant, Snake podrà prendre avantatge de la situació per a avançar-se en les seves missions. Snake podrà decidir entre prestar ajuda a un bàndol, o mantenir-se al marge del combat, i tractar de passar a través de tota aquesta confusió. Aquesta en mans del jugador. MGS4 combina la tensió d'haver de prendre decisions en el camí amb la present sensació de llibertat de poder jugar de la manera que vulguis.

## Càmera
La càmera en MGS4 aquesta per sobre de la llibertat donada en els jocs anteriors. El que és bàsic d'aquesta és la manera en tercera persona, presentat en MGS3: subsistence. Veient l'acció des de l'enrere i per sobre de Snake donava al jugador una major visibilitat del combat. L'angle i l'altura de la càmera pot ser lliurement controlada, permetent als jugadors posar la càmera on volguessin, des de la vista-d'ocell de MGS a la càmera-propera de MGS3.
A més a més, el jugador podrà canviar a manera de primera persona quan desitgi, per a moure's dintre d'una àrea o poder donar un tir més precís. Aquesta característica sempre a estat present en la sèrie, però "MGS4" pren avantatge permetent al jugador moure's d'aquesta forma. I, per descomptat, la sèrie conté la vista des del cantó (corner view) i la manera d'intrusió (intrusion view). La manera "corner view" s'activarà automàticament per a donar una òptima vista quan Snake es recolzi en una paret. La manera "intrusion view" canviés a manera en primera persona quan Snake entri en un conducte, o sota l'aigua, donant al jugador una major sensació de realitat en els entorns de Snake.

## Octocamo
MGS4 representa un món futurístic on la tecnologia militar ha avançat significativament amb el creixement de les PCMs. La nova tecnologia va ser feta per a la guerra. Això afegix una nova capa de profunditat estratègica en MGS4, reptant al jugador a trobar maneres d'usar el nou equipament. Una d'aquestes innovacions és "Octocamo", que ajudarà a Snake a camuflar-se amb no solament el color del terreny i els seus voltants sinó també les seves teixidures i matisos. A més de la llum visible, Octocamo atrapa la radiació infraroja dels cossos i copia la forma del seu entorn, fent a Snake invisible fins i tot per a les càmeres infraroges dels temibles Gekkos. També existeixen variacions predefinides de camuflatges, seleccionables manualment, com un que s'assembla a una estàtua de pedra, permetent als jugadors triar entre les seves pròpies característiques així com transformar-se en el seu entorn.

## Metal Gear MK.II
Metal gear Mk.II és un petit robot, remotament operat i construït pel vell camarada de Snake, Otacon, dr. Hal Emmerich, qui va estar embolicat en la creació de Metal Gear REX, i d'aquesta manera, els seus esforços van contribuir (sense saber-ho) a l'acte terrorista de Liquid Snake en l'illa Shadow Moses. Ara ell ha inventat el Mk.II acurat a crear un aparell útil per a la humanitat. El Mk.II està equipat amb capacitats d'invisibilitat (stealth) i aquesta fet especialment per a cerca i reconeixement de terreny, però també té altres funcions. Pot deixar fora de combat els oponents usant descàrregues elèctriques, manipulat des d'un equip que duu Snake, i servir com mitjà de comunicació entre aquest i Otacon, fent-lo un company extremadament confiable. Normalment, Otacon controla remotament al Mk.II, però Snake també duu un control (un comandament de PS3) amb el qual ho mou quan és necessari. El nom i les característiques d'aquest són semblants a les del robot de Gillian Seed, del joc Snatcher, creat per Hideo Kojima para la MSX.

## Solid Eye
Solid Eye és un lent multifuncional creat per Otacon. Combina la capacitats d'uns binoculars, lents de visió nocturna i lents termals en un sol model. Fins i tot, el Solid Eye amplifica els dades recol·lectades pels cinc sentits de Snake i els projecta en el seu camp de visió. Aquesta funció proveïx una manera integral de vision que Snake té dels seus enemics i màquines - olors, sons i moviments. Li diu a Snake on aquesta l'enemic i que tan estables estan en el combat. Al mateix temps, li dona a Snake la impressió d'aquest, donant-li a conèixer que tan fàcil és descobrir-lo en qualsevol cas. Quan les condicions en el camp de batalla canvien ràpidament, Snake necessita claredat, condicionant als sentits que percebin el que succeïx en el seu entorn. Les funcions del Solid Eye estan basades en els propis sentits de Snake, de manera que mentre millors són les condicions, es tindrà una millor informació. Tenint una posició estable i enfocar-se mentalment, s'incrementa la precisió del Solid Eye.

## Sentit
Kojima ha afirmat que amb Playstation 3, ell serà capaç de focalitzar-se en les coses que no podem veure i d'explorar els sentits que els jocs rarament traspassen. Per exemple, si un edifici és severament danyat, el són resultant d'una propera explosió, pot causar que l'edifici s'esfondri i caigui. A més, està planejant donar "efectes psicològics" a les batalles entre Snake i els seus enemics, a través d'un sistema de "stress". Els tràilers del joc també insinuen que les diferents situacions del joc estan dissenyats per a jugar amb les emocions de Snake, i també les dels seus enemics.

## CQC
El sistema de CQC serà reprès des de la seva aparició en Metal Gear Solid 3: Snake Eater, però aquesta vegada serà millorat. Es podrà interrogar als guàrdies per a treure'ls informació i que supliquin com abans, però una innovació coneguda fins al moment és la possibilitat que Snake desarmi als seus enemics i es quedi amb les armes d'aquests. Kojima també va explicar que Snake pugues desarmar-los no només usant CQC, sinó també fer immobilitzacions i altres tècniques. A més, si immobilitza a un enemic apuntant-li amb la seva pistola, amb l'altra mà buscarà si té objectes, els quals posteriorment podrà prendre.

## Trama
La història se situa en l'any 2014, cinc anys després del "Incident de Manhattan" (els esdeveniments del capítol en la Planta de Metal Gear Solid 2) i nou anys després que FOXHOUND assaltés l'illa de Shadow Moses, on Solid Snake va ser injectat amb el retrovirus Foxdie. Solid Snake apareix considerablement envellit a causa del seu avançada degeneració de cèl·lules causada per una falla en el procés de clonació que ho va crear, i ara té només sis mesos de vida. Metal Gear Solid 4 retrata un món on el domini militar en terres estrangeres és l'objectiu per a dominar l'economia, duent a mercenaris a fer grans batalles amb fins financers contra Companyies Militars Privades (Private Mitilitary Companies o PCMs).
L'economia mundial del segle xxi ara depèn de la guerra. No obstant això, cinc de les grans PCMs estan destinades a formar una sola gran companyia: Outer Heaven (el nom de la companyia de mercenaris de Big Boss i fortificada nació en el joc Metal Gear) al comandament de Liquid Ocelot, qui té l'esperança de prendre el control total sobre les nanomàquines dels soldats, amb la finalitat d'assolir un complet domini de la guerra i el camp de batalla.
Se sap que Outer Heaven té acumulat un capital militar equivalent al que té Estats Units, i ara està preparant llançar una arma nuclear. Amb el món una vegada més en crisi, Solid Snake és reclutat per Roy Campbell (sense permisos de "l'ONU" o dels Estats Units), acompanyat per Otacon, per a eliminar a Liquid Ocelot. La seva missió tindrà lloc en tres localitats al voltant del món: Orient Mitjà, Sud-amèrica i l'Est d'Europa.

## Personatges
En aquest títol, veurem a personatges que han estat presents en anteriors versions de la saga, com és el cas de Regirar Ocelot, qui ha estat posseït totalment per Liquid Snake i ara passés a cridar-se Liquid Ocelot. Naomi Hunter, després de la seva absència en Metal Gear Solid 2: Sons of Liberty, torna a aquest lliurament com ajudant infiltrada en els plans de Liquid.
També estaran un altre cop com a reforços de "Old Snake", el Coronel Campbell, qui ho guiarà a través de la seva missió, Otacon, com el seu ajudant via codec i carismàtic company, i Meryl Silverburgh, qui ara forma part de la nova FOXHOUND com comandant-cap en la unitat "Rat Patrol 01" qui duen en ells la tercéra generació de colònies de nanomàquinas.
Qui regressa, segons el mateix Kojima amb un canvi radical en la seva personalitat, és Raiden, ara com un hàbil i fred Cyborg Ninja, amb el propòsit de defensar a Snake. El seu enemic serà Vamp, qui ara és aparentment aliat de Liquid Ocelot. També s'ha confirmat que Eva, de Metal Gear Solid 3: Snake Eater, estarà present en aquest lliurament. Serà coneguda com a "Big Mama" i tornarà envellida, acord al transcurs del temps.
S'han desvetllat els nous caps amb els quals ens tocarà barallar en aquest lliurament, la unitat del qual es denominarà "Beauty and the Beast" (La Bella i la Bèstia), degut al fet que van ser quatre dones belles en els seus temps com soldats, i ara vesteixen uns vestits humanoides la semblança dels quals s'assembla entre màquines/bèsties. Els seus noms són Laughing Octopus, Crying Wolf, Screaming Mantis i Raging Raven. És una estranya coincidència que el primer nom de cada membre sigui les emocions que reflectien els caps de Metal Gear Solid 3: Snake Eater i el segon nom sigui exactament el nom de cadascun dels caps de Metal Gear Solid: Laughing Octopus (The Joy - Octopus), Crying Wolf (The Sorrow - Wolf), Screaming Mantis (The Fear - Mantis), Raging Raven (The Fury - Raven).